# داوون رید
داوون رید (انگلیسی: Davon Reed؛ زادهٔ ۱۱ ژوئن ۱۹۹۵) بازیکن بسکتبال اهل ایالات متحده آمریکا است.
از باشگاه‌هایی که در آن بازی کرده‌است می‌توان به فینیکس سانز اشاره کرد.